# Hotel Transylvánie: Seriál
Hotel Transylvánie: Seriál (v anglickém originále Hotel Transylvania: The Series) je kanadsko-americký animovaný fantasy televizní seriál produkovaný Sony Pictures Animation a Nelvana společně s Corus Entertainment. Děj seriálu se odehrává čtyři roky před událostmi prvního filmu se zaměřením na dospívajíci dívku Mavis a její přátelé v hotelu Transylvánie. První řada, sestávající z 26 epizod, měla premiéru 25. června 2017 na stanici Disney Channel, první epizoda seriálu byla vydána dříve 20. června 2017 na WATCH Disney Channel app, YouTube, a VOD.

## Obsazení

### Hlavní postavy
- Bryn McAuley jako Mavis Dracula
- Evany Rosen jako Wendy Blob
- Gage Munroe jako Hank N Stein
- Joseph Motiki jako Pedro
- Dan Chameroy jako Aunt Lydia
- David Berni jako Count Dracula

### Vedlejší postavy
- Paul Braunstein jako Frank
- Fran Drescher jako Eunice
- Scott McCord jako Quasimodo Wilson
- Patrick McKenna jako Uncle Gene
- Linda Kash jako Kitty Cartwright
- Carter Hayden jako Klaus

## Řady a díly
| Řada    | Díly | Premiéra v USA  | Premiéra v USA  | Premiéra v ČR   | Premiéra v ČR   |
| Řada    | Díly | První díl       | Poslední díl    | První díl       | Poslední díl    |
| ------- | ---- | --------------- | --------------- | --------------- | --------------- |
| Kraťasy | 4    | 9. června 2017  | 26. června 2017 | nebylo vysíláno | nebylo vysíláno |
| 1       | 26   | 25. června 2017 | 25. června 2018 | 30. října 2017  | 28. září 2018   |
| 2       | 26   | 8. října 2019   | 29. října 2020  | bude oznámeno   | bude oznámeno   |

## Vysílání
Sony Pictures Animation vlastní vysílací práva na seriál Hotel Transylvania: The Series pro platformy v Africe, Asii, Austrálii a na Novém Zélandu, Evropě (kromě Německa), Latinské Americe, na Středním východě a v USA. Sony Pictures Television je distributorem v USA, zatímco Nelvana Enterprises, nástupce společnosti Nelvana International, je distributorem seriálu Hotel Transylvania: The Series mezinárodně. Seriál debutoval v Kanadě na podzim 2017 na stanici Teletoon. V Německu bude mít premiéru v roce 2018 na stanici Super RTL.